# (1444) Pannonia
(1444) Pannonia es un asteroide perteneciente al cinturón de asteroides descubierto por György Kulin desde el observatorio Konkoly de Budapest, Hungría, el 6 de enero de 1938.

## Designación y nombre
Pannonia se designó inicialmente como 1938 AE.
Posteriormente fue nombrado por la antigua provincia romana de Panonia.

## Características orbitales
Pannonia está situado a una distancia media de 3,152 ua del Sol, pudiendo acercarse hasta 2,714 ua y alejarse hasta 3,59 ua. Su excentricidad es 0,1391 y la inclinación orbital 17,76°. Emplea en completar una órbita alrededor del Sol 2044 días.